# Silla Panton

La silla Panton - Presentada por primera vez en 1967.

La silla Panton (Pantonstolen) es una silla de plástico en forma de S, creada en los años 1960 por el diseñador danés Verner Panton.
Es la primera silla de plástico moldeado. En 2006 entró en la lista de los cánones de la cultura danesa.

## Historia
La idea de diseñar una silla de plástico apilable fue expresada por primera vez antes de la Segunda Guerra Mundial por el arquitecto y diseñador alemán Ludwig Mies van der Rohe.
Desde principios de la década de 1950, Panton también lo había soñado; en 1956, inspirado en cubos de plástico cuidadosamente apilados, diseñó la silla S, que puede considerarse como el precursor de la silla Panton; es un mueble en un solo bloque en el que el respaldo, el asiento y los pies estaban hechos del mismo material. 
En la década de 1950, Panton hizo una serie de bocetos y dibujos para la silla Panton. En 1960 creó su primer modelo, en yeso vaciado, en colaboración con Dansk Akrylteknik. 
A mediados de los años 1960, conoció a Willi Fehlbaum, que trabajaba con el fabricante de muebles Vitra, y que fue inmediatamente seducido por los diseños de esta silla sin patas, hecha de plástico en lugar de madera (el material preferido de la época). En estrecha colaboración con Fehlbaum, Panton produce un modelo de poliéster prensado en frío, reforzado con fibra de vidrio; este primer modelo es bastante pesado y requiere trabajos de acabado; el modelo se mejora con el uso de poliestireno termoplástico, lo que permite una clara reducción de costos adaptándose a la producción industrial. En 1968, Vitra comenzó la producción en serie de la versión final vendida por la empresa Herman Miller. El material utilizado fue Baydur, una espuma de poliuretano de alta resistencia producida por Bayer en Leverkusen, Alemania. A continuación, la silla se barniza y se ofrece en una gama de siete colores. 
En 1979, la producción se interrumpió porque se hizo evidente que el poliuretano no era lo suficientemente durable y se iba debilitando con el paso del tiempo. 
Cuatro años más tarde y después de la investigación, el modelo se vuelve a producir, esta vez en espuma de poliuretano estructural (más caro). Finalmente, en 1999, Vitra utilizó plástico de polipropileno para su producción. La silla Panton se ofrece en una variedad de colores.
Panton contribuyó al desarrollo de nuevos estilos que reflejan la "era espacial" de la década de 1960, conocida como Pop Art. Cuando la revista danesa de diseño Mobilia presentó el modelo en 1967, causó sensación.

## Colecciones
A lo largo de los años, la Silla Panton, originalmente conocida como Silla S Panton, ha sido expuesta en Dinamarca y en el extranjero. Actualmente forma parte de las colecciones permanentes de varios museos de diseño, como el Museum of Modern Art de Nueva York, el Design Museum de Londres, el Museo Histórico Alemán de Berlín y el Designmuseum Danmark de Copenhague.